# كريستوفر ولكوت
كريستوفر ولكوت هو محامي وسياسي أمريكي، ولد في 17 ديسمبر 1820 في Wolcott, Connecticut ‏ في الولايات المتحدة، وتوفي في 4 أبريل 1863 في آكرون في الولايات المتحدة. نشط حزبياً في الحزب الجمهوري. وقد انتخب United States Assistant Secretary of War ‏ وانتخب Ohio Attorney General ‏.